# 高畠通敏
高畠 通敏（たかばたけ みちとし、1933年（昭和8年）11月16日 - 2004年（平成16年）7月7日）は、日本の政治学者。計量政治学の研究で知られる。立教大学名誉教授。

## 人物・来歴

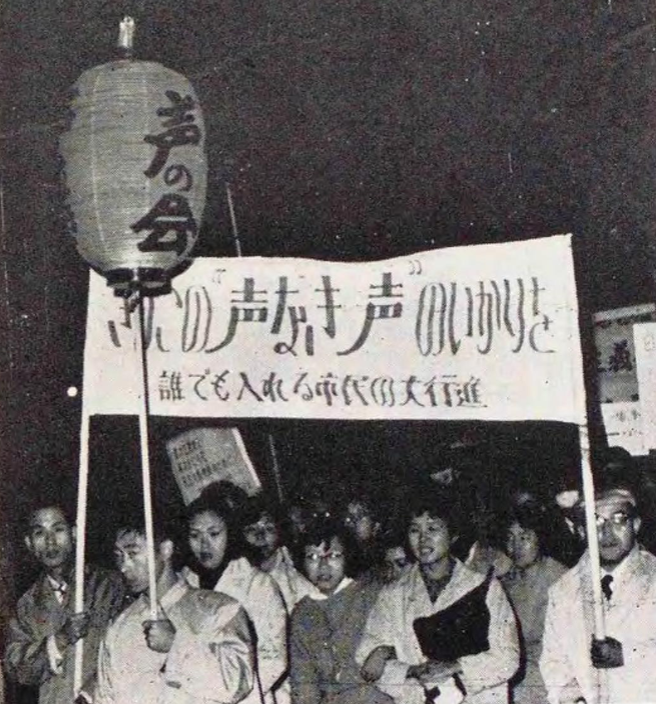
1960年6月、安保闘争のさなかに「声なき声の会」が発足。高畠は事務局長として運動を支えた。

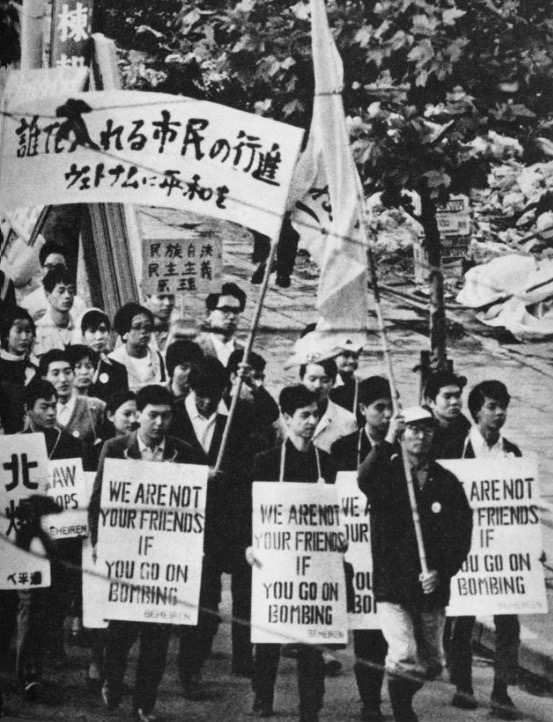
ベ平連の反戦デモ（1967年10月3日）

東京府（現東京都）生まれ。戦争中は長野県に疎開した。1949年長野県立上田松尾高等学校（現上田高等学校）入学。1950年東京都立日比谷高等学校編入学、1952年同校卒業。
1956年（昭和31年）東京大学法学部卒業。同年、東京大学法学部助手。
1961年（昭和36年）立教大学法学部助教授に就任。担当科目として政治原論、現代政治理論、平和研究を講義。
1965年（昭和40年）イェール大学留学。
1968年（昭和43年）立教大学法学部教授に就任。
1985年（昭和60年）～1987年（昭和62年）立教大学法学部長・大学院法学研究科委員長。
1999年（平成11年）3月、38年勤務した立教大学を定年退職。6号館5階の研究室を明け渡す。同年6月、立教大学より名誉教授の称号を受ける。
同年4月駿河台大学教授。2003年駿河台大学法学部大学院研究科長（病気辞任）。同年駿河台大学法学部特任教授。
思想の科学研究会」同人として『共同研究 転向』（平凡社より3巻本で1959-1962年刊行）に参加し、佐野学・鍋山貞親論、大河内一男・風早八十二論を執筆した。
安保条約強行採決を受けて、1960年6月4日、市民運動家の小林トミと映画助監督の不破三雄が「声なき声の会」の最初のデモを虎ノ門から行った。高畠は「声なき声の会」の事務局長として小林らを助け、1961年秋以降は思想の科学研究会の事務局長となった。
1965年2月7日、アメリカ合衆国が北ベトナム爆撃（北爆）を開始。反戦運動が高まる中、同年春、京都にいる鶴見に「北爆に対し無党派の市民として抗議したいが、『声なき声の会』では小さすぎる。政党の指令を受けないサークルの呼びかけで、ベトナム戦争を支援する日本政府に抗議するデモをやろう」と電話をかけた。鶴見と高畠は東京で小田実と会い、同年4月24日に「ベトナムに平和を!市民文化団体連合」（のちの「ベトナムに平和を!市民連合」）を結成した。「市民」のための政治学を唱え、そのあり方を模索した。
京極純一とともに選挙分析に計量分析を取り入れることで、日本人の政治行動を客観的に把握する計量政治学の手法を切り拓いた
2004年7月7日、肝臓がんのため死去。70歳没。

## 家族
父親の高畠春二は富山県出身の弁護士。家が貧しく中学進学できず、銀行の給仕を経て、1922年に金沢の四高に入学、1924年東京帝国大学法学部に進学し、中野重治、石堂清倫らと新人会の活動にのめりこみ、卒業後弁護士の傍ら大山郁夫の労農党の幹部となり、左翼弁護士として小作争議の顧問弁護士などを務めた。東大進学時にニール・ゴードン・マンローの二番目の妻だった高畠トクの養子となり、学費の支援を受けた。トクにはマンローとの娘がおり、その婿にと考えていたようだが、婚姻には至らず、春二は別の女性(横田秀雄、小松謙次郎、和田英の姉夫婦の孫娘）と結婚した。

## 主張

### 天皇制・天皇観
昭和天皇について
昭和天皇について、昭和天皇が死去した日の翌日1989年1月8日の朝日新聞の論壇「一身二生と昭和天皇」で、「心情的にはむしろ戦争の回避を望みつづけた平和主義者であったということであり、また現人神として国民に崇敬された天皇が、個人的には、立憲政治を信奉する近代的な生物科学者であった」とし、昭和天皇は平和主義者であったと述べている。その上で、原爆での犠牲を出したことへの批判があることに触れた上で、「日本全土が沖縄やドイツのような住民を巻き込んでの戦場になることを免れ、敗戦後のいちやはい復興を可能にしたという点で、国民がこの天皇の決断に負うものは大きい。」
として、御前会議におけるポツダム宣言受諾を評価している。十五年戦争を止められなかった原因について、昭和天皇の性格、大日本帝国の栄光の使命感に触れた上で、「最大の問題は、天皇自身が軍部急進派や皇道主義者たちの思想に反対し、明治憲法の立憲主義的解釈と運用に忠実たろうとしたことにあった。」とし、昭和天皇を立憲主義者であると評価している。
また、沖縄に訪問をしなかったことについて、「昭和六十二年（一九八七）には、国体が開催された沖縄に始めて足をふみいれることになっていた。それはまた、長い和解の道の終点になるはずでもあった。しかし、それは病気のため果されなかった」と述べている。
この朝日新聞の論壇に対して、「（ゼミのOB生の一人が、）「先生は天皇制に対して寛容なのですね」と問いかけたところ、「そうか」と言って苦い顔をしてそれ以上話されなかったという。
上記以外にも、1989年2月に行われたオーストラリアのモナシュ大学日本研究科特別講演において、侵略戦争に対する昭和天皇の戦争責任について、「彼（＝昭和天皇）が日本の傀儡である満州帝国の樹立や上海事変以降の中国への侵略自体に対して、反対や批判の念をもっていたという記録はありません。」とした上で、「一方で中国への侵略を拡大しながら、他方で英米と協調したいというのは、両立するはずがないというのが今日の常識でしょうが、半世紀前には、一方で第三世界を侵略し植民地化しながら平和を唱えることは、日本のみならずヨーロッパにおいても、さほど矛盾とは考えられませんでした。」とし、「パールハーバーへの奇襲に始まる太平洋戦争の開戦以後、天皇が戦勝に喜んだという記録を見て、天皇の平和主義はうわべだけのものであったとする人たちもいます。しかし、同時に日本の多くのリベラリスト、近代主義者たちも、開戦と同時に一変してナショナリストとなり、戦勝や敗北に一喜一憂しました。こういう現象は、いわば、世界どこでも共通しています。」として、日本の近代主義者、リベラリストが同じ思考形態であったことや、ヨーロッパでも第三世界の侵略、植民地化を行っており、昭和天皇一人が責められる問題ではないとの見解を示している。
また、「天皇の戦争責任問題の核心にあるのは、天皇が、戦時中の日本の侵略戦争にどれだけ現実にかかわったかという意味での政治的な責任の問題です。」との見解を示した上で、昭和天皇の戦争責任を追及する立場を取る見解を、「戦中派や一部の左翼評論家は、戦後の側近の記録に現れた天皇のことば尻をとらえて、天皇は、このように戦争に賛成し、指導したという結論を引き出すのに躍起になっていますが、それは木を見て森を見ない判断だと思います。」として、否定的な見解を示している。
第125代天皇明仁について
明仁天皇については、
「戦後、中学生になった皇太子（当時）は、六三制の学校で学び、また、バイニング夫人の個人的な薫陶を受けられた。スケートやテニスを好む明るい青年として成長され、テニス・コートで育まれた愛情を貫き通して、皇太子としてはじめて平民との結婚にこぎつけられた。そこには新憲法の下で国民に親しまれる新しい皇室をつくろうという当時の皇室をめぐる人びととの配慮と、それに応えようとした皇太子の意志を、読み取ることができる。」
と好意的に解釈している。
象徴天皇制について
象徴天皇制について、第125代天皇明仁の即位の礼が行われた1990年11月12日の北海道新聞において
「世襲の国民統合の象徴という日本の象徴天皇制は、世界でもユニークな存在である。」とし、明仁天皇が天皇の地位を引き継ぐ際に国民とともに憲法を守るという意思表示をしたことに触れた上で、「象徴天皇制をどのようなものとして作り上げてゆくかは、まさに「主権の存する国民」の任務である。そして、日本が世界の大国に伍するようになった今、象徴天皇を通じて、日本国民がどのような原則で統合されているかを世界に示すことは、ますます大きな意味をもつに違いない」として、日本は世界の大国であるとの認識を踏まえた上で、象徴天皇制を維持することを前提に、国民統合としての天皇のあり方を対外的に示すべきとの見解を示している。
高畠に対する批判
以上のような見解について、「高畠通敏は、晩節に天皇制下での『出世』を計った」との批判がある。また、明仁天皇と同年の1933年生まれであることから高畠の天皇個人に対する見解はその都度変化する面もあった。著書「生活者の政治学」において天皇をイタリアやドイツの大統領と同列の元首として扱っている件に対しても批判がある。

### 若年層を対象とした平和部隊選抜徴兵制度の提案
2003年11月15日に高畠の古希を記念する立教大学での講演会において、平和部隊を発展途上国への派遣、世界的課題への積極的なリーダーシップを取ることを通して、日本を平和主義の上に立つ国として国際社会に認めてもらう必要があるとして、「若者を「普通の国」のように軍隊に徴兵する代わりに平和部隊に選抜徴兵する制度をもつことも考慮すべきだと提案してきました。」とし、それに否定的な立場を政治家が取ることについて、「尻込みする理由は明らかです。私は一〇年近く前から、「平和研究」という講義を立教大学で開き講義していたのですが、その講義の最後に、日本が平和主義の国として立つのだったら、若者たちは、たとえば大学への入学を延ばして、一八歳から一年間、全員、平和部隊や国際的なボランティア活動に従事するという覚悟が必要ではないかというと、圧倒的に拒絶反応が返ってくる。平和主義に立つ国家というのがそんなに厳しいのなら、自衛隊を海外派兵してそのための税金を払っているほうが楽だという。いまの若者たちに多いこういう安易な姿勢を批判せず、それに迎合する形で護憲を唱えているかぎり、護憲勢力が解体してゆくのもある意味では当然だと思わざるを得ません。」とし、護憲の立場に立つ政治家が衰退をしたのは平和部隊、国際ボランティア活動の若年層への義務化の提案を否定したことにあるとの見解を示している。

### 西義之との論争
1978年11月開催の中国共産党第11期第3回中央委員会総会を境に、毛沢東時代に迫害を受けた幹部たちの名誉回復と復権が行われ、あわせて文化大革命の実相が明らかにされた。西義之が、文革を支持し擁護した日本の知識人の言行を論評した論文「日本の四人組は何処へ行った-日本文革派文化人銘々伝-」（『諸君!』1981年3、4月号）を執筆すると、高畠は朝日新聞の論壇時評で強く非難した。西は後年、よほど悔しかったのか高畠某なる馬鹿が朝日新聞の論壇時評で悪罵した。いつの時代にも馬鹿がいるものだなと思った、という事はこれからも?、と述懐している （ 『諸君!』1989年6月号）。

## 著書・編書

### 単著
- 『政治の論理と市民』筑摩書房、1971年。
- 『政治学への道案内』三一書房、1976年。
- 『現代日本の政治72-77』三一書房、1978年。
- 『現代日本の政党と選挙』三一書房、1980年4月15日。
- 『いま何が論じられているか―日本論壇の構想力』三一書房、1983年。
- 『政治の発見―市民の政治理論序説』三一書房、1983年。
- 『地方の王国』潮出版社、1986年。（のち、岩波同時代ライブラリー、1997年。）
- 『新保守の時代はつづくのか』三一書房、1987年3月31日。
- 『私のオセアニア紀行』潮出版社、1989年。
- 『政治を読む』潮出版社、1989年。
- 『政治学のフィールド・ワーク』三一書房、1989年。
- 『生活者の政治学』三一書房、1993年。
- 『日本政治の構造転換』三一書房、1994年。
- 『市民政治再考』岩波書店〈岩波ブックレット〉、2004年3月5日。ISBN 978-4000093170。
- 『現代における政治と人間―政治学講義』岩波書店、2005年7月6日。ISBN 978-4000227469。[注 2]
- 『平和研究講義』岩波書店〈岩波テキストブックス〉、2005年9月22日。ISBN 978-4000280389。

### 著作集
- 『高畠通敏集』（全5巻、岩波書店、2009年3月-11月）

「政治理論と社会運動」「政治の発見」「現代日本の選挙」「現代政治の構造転換」「政治学のフィールド・ワーク」

### 論文
- 「一国社会主義者 佐野学・鍋山貞親」「生産力理論 大河内一男・風早八十二」（『転向 共同研究』平凡社）
- 「運動の政治学」（年報『政治学』, 1976年）

### 編著
- 『戦後日本思想大系 14日常の思想』（筑摩書房、1970年）
- 『新社会科学入門（上・下）』（三一書房, 1976年）
- 『討論・戦後日本の政治思想』（三一書房, 1977年）
- 『社会党―万年野党から抜け出せるか』（岩波書店, 1989年）
- 『現代市民政治論』（世織書房、2003年）

### 共編著
- （関寛治）『政治学』（有斐閣、1978年）
- （日高六郎）『21世紀私たちの選択』（日本評論社、1996年）
- （長田弘・鶴見俊輔）『日本人の世界地図』（潮出版社、1979年、岩波同時代ライブラリー, 1997年）
- （安田常雄）『無党派層を考える－その政治意識と行動－』（世織書房、1997年）

### 聞き手
- 『久野収 市民として哲学者として』（毎日新聞社、1995年）

### 訳書
- ロバート・A・ダール『ポリアーキー』（三一書房、1981年）
- ロバート・A・ダール『現代政治分析』（岩波書店、1999年）

### 百科事典
- 世界大百科事典 - 近代化、政治、政治意識、政治運動、政治学、政治過程、および世論の各項目を執筆